# Les Verts fribourgeois
Pour les articles homonymes, voir Les Verts.
 (février 2021).
Les Verts fribourgeois, officiellement depuis décembre 2020 Les VERT-E-S Fribourg (en allemand :  Grüne Freiburg), est un parti politique régional établi depuis 1986 dans le canton de Fribourg, en Suisse. Actif en politique fribourgeoise, le parti a des élus aux niveaux communal, régional et cantonal. Il est membre de la fédération des Verts suisses depuis janvier 1999. Son positionnement historique le situe au centre-gauche écologiste.
En 2023, les Verts fribourgeois comptent 13 députés au Grand Conseil fribourgeois, 1 juge cantonal et une vingtaine d'élus communaux. Ils sont représentés au gouvernement cantonal par Sylvie Bonvin-Sansonnens, élue en 2021.

## Représentation au Grand Conseil
Le parti est représenté au Grand Conseil du Canton de Fribourg depuis 1991. En novembre 2020, la députée de la Broye Sylvie Bonvin-Sansonnens est élue à la présidence du Grand Conseil. Elle est la première verte à devenir la première citoyenne du canton. À la suite des élections de novembre 2021, il compte treize représentants. Les députés verts forment le groupe "Vert·e·s et allié·e·s" avec les députés du Centre-Gauche PCS et du mouvement "La Broye, c'est vous!".
| Année | Députés | Notes                                                                                          |
| ----- | ------- | ---------------------------------------------------------------------------------------------- |
| 2021  | 13      | Fribourg-Ville: 3 , Sarine-Campagne: 3 ; Broye: 1 ; Gruyère: 2; Singine: 1 ; Glâne: 1 ; Lac: 2 |
| 2016  | 6       | Fribourg-Ville: 2 ; Sarine-Campagne: 2 ; Broye: 1; Gruyère: 1                                  |
| 2011  | 3       | Fribourg-Ville: 2 ; Sarine-Campagne: 1                                                         |
| 2006  | 3       | Fribourg-Ville: 2 ; Sarine-Campagne: 1                                                         |
| 2001  | 1       | Fribourg-Ville: 1                                                                              |
| 1996  | 2       | Fribourg-Ville: 1 ; Sarine-Campagne: 1                                                         |
| 1991  | 4       | Fribourg-Ville: 2 ; Sarine-Campagne: 1 ; Singine: 1                                            |

## Histoire

### Mouvement politique démocratique et spontané
Dans la tendance suisse de formation des premiers mouvements politiques se réclamant de l'écologie politique, le Parti écologiste fribourgeois (PEF) est fondé à Givisiez, le 18 juin 1986. La formation de ce premier parti politique, autour de plusieurs personnalités locales telle Léon Mornod ou Rosmarie Zeller, est l'aboutissement d'une dizaine d'années de maturation de la pensée écologiste dans le canton de Fribourg. Il accompagne en parallèle la fondation des Verts suisses, dont le parti venait d'être fondé à Fribourg le 28 mai 1983. Le parti présente une liste électorale pour la première fois aux élections fédérales suisses de 1987, mais ne décroche pas de siège. En 1990, le Parti écologiste fribourgeois (PEF) fusionne avec le mouvement Écologie et solidarité issu de la section fribourgeoise du Parti socialiste ouvrier. Le nouveau parti fusionné change de nom est devient Les VertEs, le second "e" majuscule étant une référence à la composante féministe du parti. L'année suivante, en 1991, il présente des candidats aux quatre élections communales, régionales, cantonales et fédérales. En ville de Fribourg, aux élections communales, le parti enregistre un premier succès. Avec 8 élus au parlement local (Conseil général), il devient le deuxième parti de gauche, derrière le parti socialiste, mais devant le parti chrétien-social et le parti social-démocrate. Surtout, il décroche son premier siège à l'exécutif de la ville de Fribourg (Conseil communal), avec l'élection de Jacques Eschmann. Aux élections cantonales, la liste VertEs décroche 4 sièges de députés sur 130, issus des districts de la Singine et de la Sarine. Gérard Bourgarel échoue à la l'élection à la préfecture du District de la Sarine, face au préfet sortant Hubert Lauper.
Aux élections fédérales suisses de 1991, la liste intitulée « Les VertEs » remporte 4,24 % des voix et 15 868 suffrages, avec Rosmarie Zeller en tête de liste.
Pendant ses premières années, le parti politique a peu de structures. La conduite du parti est assurée collectivement, par les assemblées des membres, qu'accompagne un groupe de pilotage. Le parti n'a alors ni président ni statuts. En 1993, le parti obtient le statut d'observateur auprès des Verts suisses. En 1995, il change à nouveau de nom et devient le parti Les VertEs & solidaritéS. Lors de toutes les élections successives à 1991 le parti va perdre des voix. Aux élections fédérales suisses de 1995, les Verts fribourgeois présentent une liste intitulée « Alliance de gauche les VertEs & solidaritéS » mais divisent leur score par deux et n'obtiennent que 2,32 % des voix et 8 025 suffrages, avec Jacques Eschmann en tête de liste.
Aux élections communales en 1996, le parti perd 2 de ses 8 élus au Conseil général de Fribourg. Jacques Eschmann est quant à lui réélu pour un second mandat à l'exécutif de la ville de Fribourg. Les élections cantonales cette même année sont aussi un échec. La députation est divisée par deux. Paul Vonlanthen, après avoir quitté le parti en cours de législature, perd le siège de la Singine. Le deuxième siège de Sarine-Ville est perdu lui aussi. Le parti se réorganise à l'interne et décide la création d'un bureau constitué de trois membres, pour le piloter. En janvier 1999, le parti décide d'adhérer aux Verts suisses. Il renonce à présenter une liste aux élections fédérales suisses de 1999.

### Structuration dans la ligne des Verts suisses
2003 est une à nouveau une année électorale. Au printemps, le parti change une nouvelle fois de dénomination et devient Les Verts fribourgeois / Grüne Freiburg. En juin, l'assemblée élit une co-présidence à la tête du parti : Hubert Zurkinden et Christa Mutter. Aux élections fédérales suisses de 2003, les Verts présentent à nouveau une liste électorale et renouent avec le succès avec 4,02 % des suffrages et 20 305 suffrages. Pour la première fois, les candidats du parti sont issus d'un plus grand nombre de cercle électoral (4) et couvrent donc mieux le territoire cantonal.
L'année double électorale 2006 (élections communales et cantonales) est une bonne opération pour les Verts fribourgeois. Aux élections communales en ville de Fribourg, les Verts dépassent pour la première fois le seul des 10 % de suffrages, même s'ils échouent à regagner le siège à l'exécutif communal perdu en 2001. En vue des élections cantonales de l'automne, l'assemblée du parti décide le 31 août de lancer des candidats pour le Conseil d'État fribourgeois, ce qui n'avait jamais été fait. Le parti lance dans la course les deux co-présidents, Hubert Zurkinden et Christa Mutter ainsi que l'environnementaliste de la Broye, Roman Hapka.
Aux élections cantonales de l'automne, les Verts progressent de manière notable. Ils triplent leur nombre de députés au Grand Conseil fribourgeois. La multiplication des listes électorales dans les cercles électoraux de Sarine-Ville, Sarine-Campagne, Lac et Broye est vu comme la marque d'une progression de l'enracinement du parti écologiste dans le canton et plus seulement en ville de Fribourg. Hubert Zurkinden et Christa Mutter sont élus députés au Grand Conseil pour le cercle de Sarine-Ville. Olivier Sutter regagne le siège de député de Sarine-Campagne, perdu en 2001. Par contre, le trio Zurkinden - Mutter - Hapka échoue à se faire élire au Conseil d'État.

#### Présidence Kleisli (2007 - 2009)
Début de l'année 2007, les deux coprésidents Zurkinden et Mutter annoncent successivement leur retrait. Lors d'une assemblée générale du parti le 25 mai 2006, Eva Kleisli, enseignante de sport et membre du Conseil général de la ville de Fribourg est élue présidente du parti pour un mandat de deux ans. Pour les élections fédérales suisses de 2007, les candidats sont nommés par deux assemblées générales successives, la candidature d'un officier de l'armée suisse provoquant des remous, ouvrant une discussion sur le positionnement au centre-gauche du parti. Pour la première fois, le parti présente aussi une liste "jeune". Les deux listes intitulées « Les Verts » et portant le numéro 7 et « Jeunes VertEs » et portant le numéro 8 totalisent 12 candidats. La liste principale améliore légèrement le score, avec 4,4 % et 35 815 suffrages. Le cumul avec la liste numéro 8, obtenant 1,9 %, fait des élections fédérales suisses 2007 le meilleur résultat des Verts fribourgeois avec un score de 6,3 %. Ce succès fribourgeois se réalise dans un contexte de forte progression pour les partis écologistes dans toute la Suisse. Malgré cela, les Verts fribourgeois ne décrochent pas de premier siège au Conseil national.
Sous le mandat de la présidence Kleisli, le personnel politique actif au sein des Verts fribourgeois se renouvelle. Ainsi, tant Eva Kleisli élue présidente alors qu'elle n'est membre du parti que depuis six mois que Laurent Thévoz et Marc Antoine Messer comme vice-présidents, sont nouveaux chez les Verts fribourgeois. Ce renouvellement coïncide aussi avec une mutation progressive de l'image du parti. Certaines fois perçu comme « fondamentaliste », le parti présente peu à peu un profil plus pragmatique. Une stratégie d'expansion territoriale est lancée qui doit aboutir à la création de relais régionaux dans l'ensemble des cercles électoraux et un meilleur enracinement du parti dans le Canton.

### Extension territoriale et entrée au gouvernement
Vers le tournant de la décennie 2010, le parti continue sa transformation, du petit parti local actif en ville de Fribourg au début des années 2000, à un parti cantonal et gouvernemental. Cette transformation se réalise en plusieurs étapes, dont une augmentation du nombre de membres et de nombres d'élus communaux, un changement de génération dans ses actifs, puis l'entrée au gouvernement cantonal et l'adoption de nouveaux statuts du parti qui refonde une organisation décentrée du parti, désormais organisé en sections régionales.

#### Présidence Messer (2009 - 2014)
Au printemps 2009, le mandat de deux ans de la présidence Kleisli arrive à son terme. Marc Antoine Messer, vice-président du parti depuis 2007 et élu à l'exécutif communal d'Avry dans l'agglomération fribourgeoise depuis 2004, annonce sa candidature à la fin de l'année 2008. Unique candidat, il est élu président du parti le 24 juin 2009 pour un mandat exceptionnellement prolongé à trois ans, par l'assemblée générale du parti à Fribourg. Le député au Grand Conseil Laurent Thévoz reste vice-président. Luc Bardet devient deuxième vice-président. Les années 2009 et 2010 permettent au parti de créer des nouveaux groupes régionaux, dont un à Villars-sur-Glâne, troisième ville du canton, puis à Bulle, deuxième ville du canton. 

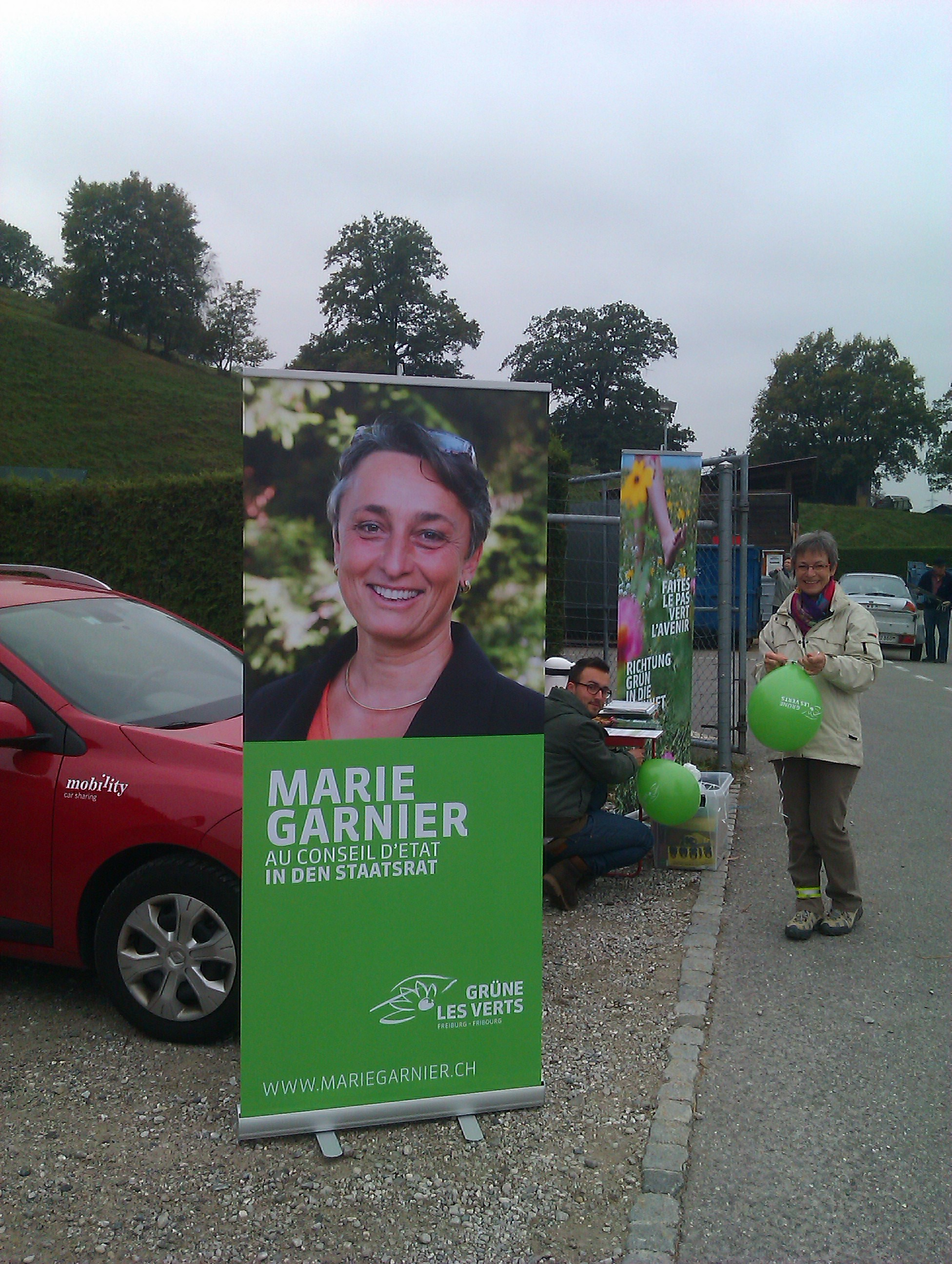
Manifestation à Marly pendant la campagne électorale en octobre 2011

L'année 2011 est à nouveau une année triple électorale dans le canton de Fribourg, avec les élections communales au printemps, fédérales puis cantonales à l'automne. Lors des élections communales du printemps, les Verts augmentent sensiblement leur nombre d'élu. En ville de Fribourg, les Verts fribourgeois obtiennent leur record de 12,67 % des suffrages et décrochent 10 sièges au Conseil général, le parlement local, puis un onzième un mois plus tard lors d'une complémentaire, devenant ainsi le troisième parti de la capitale cantonale, derrière le parti socialiste et le parti démocrate-chrétien, mais devant le parti libéral radical et l'Union démocratique du centre. Le candidat vert Oliver Collaud manque par contre l'élection au Conseil communal de la ville de Fribourg et ne retrouve pas le siège perdu en 2001. A Villars-sur-Glâne, les Verts fribourgeois qui se présentaient pour la première fois entrent avec 14,14 % des voix et 7 élus au Conseil général. Marie Garnier, jusqu'alors membre de l'exécutif communal de Villars-sur-Glâne pour le parti socialiste est réélu sous l'étiquette verte. Le Président du parti, Marc Antoine Messer, est réélu à l'exécutif de la commune d'Avry. Enfin, en ville de Romont, chef-lieu du district de la Glâne, les Verts entrent avec deux élus au Conseil général : Luc Bardet, vice-président du parti, et son épouse Nicole Bardet.
Aux élections fédérales suisses de 2011, les Verts présentent deux listes. Les principaux partis de gauche (Parti socialiste, les Verts, Parti chrétien-social et Parti évangélique) présentent un apparentement électoral de leurs listes. Dans un contexte de forte baisse pour les Verts au niveau national et la perte de cinq sièges au Conseil national, ainsi que de forte hausse du Parti socialiste à Fribourg avec lequel les Verts sont alliés, le score des Verts fribourgeois est en nette baisse. Ne réunissant que 29 286 suffrages, contre plus de 35 000 quatre ans auparavant, les deux listes vertes totalisent 5 % des voix et ne décrochent pas de premier siège au Conseil national.

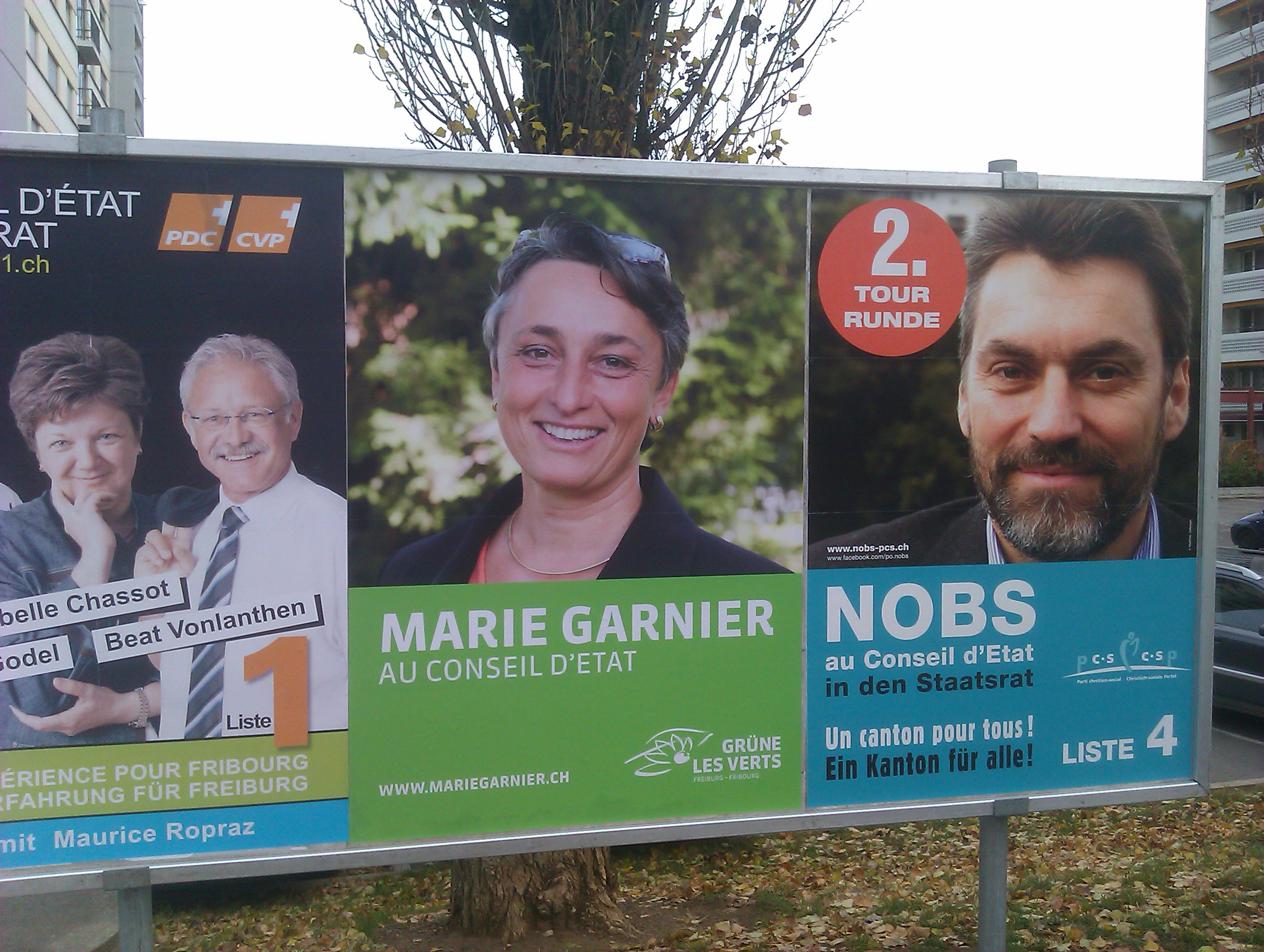
Affiches pour le 2ème tour au Conseil d'État (pdc - verts - pcs) décembre 2011

L'année 2011 se termine avec les élections cantonales générales : renouvellement total du Grand Conseil et du Conseil d'État. Dès le début de l'année, le parti communique qu'il entend lancer un candidat pour le Conseil d'État fribourgeois et ouvre un appel interne aux candidatures. Le 14 avril 2011, l'assemblée générale des Verts examine les trois candidatures internes déposées : Marie Garnier, conseillère communale de Villars-sur-Glâne, Roman Hapka, responsable des Verts du district de la Broye et déjà candidat en 2006 et André Chappot, secrétaire général du parti. L'assemblée retient la candidature de Marie Garnier. Pour l'élection au Conseil d'État, les Verts s'allient avec le Parti socialiste et le Parti chrétien-social, en décidant de présenter une liste unique avec trois candidats socialistes, la candidate verte et un candidat chrétien-social. En parallèle, pour les élections au Grand Conseil fribourgeois, les Verts présentent 52 candidats avec parité exacte de 26 candidates et 26 candidats dans six cercles électoraux (Sarine-Campagne, Sarine-Ville, Lac, Broye, Gruyère et Glâne). Le 23 octobre 2011, jour des élections cantonales (tour unique pour le Grand Conseil et premier tour pour le Conseil d'État) les Verts maintiennent leurs trois sièges de députés : dans le cercle de Sarine-Ville, la députée Christa Mutter et le député Laurent Thévoz sont réélus et dans le cercle de Sarine-Campagne, Marie Garnier reprend le siège détenu jusque là par Olivier Sutter. Surtout, au premier tour du Conseil d'État, Marie Garnier réalise un score surprise de 25 000 voix, ce qui la place première derrière les Conseillers d'Etat sortants. Ce bon score lui permet de se présenter au second tour de l'élection. Au second tour, le 4 décembre 2011, Marie Garnier est élue au Conseil d'État, avec le score de 31 224 voix. À la suite de l'élection de Marie Garnier au Conseil d'État, Bruno Marmier reprend le siège vert à l'exécutif de Villars-sur-Glâne en janvier 2012. Olivier Sutter retrouve quant à lui son fauteuil de député au Grand Conseil fribourgeois.
Le mandat de trois années du président Marc Antoine Messer et de l'ensemble de son comité cantonal arrivant à échéance en avril 2012, le parti lance en février l'appel à candidature pour la présidence. Le président sortant annonce sa candidature pour un deuxième mandat consécutif. Dans la foulée, le vice-président sortant, Luc Bardet, annonce aussi sa candidature. L'assemblée générale du 4 avril 2012 doit élire le nouveau président et le nouveau comité cantonal pour un mandat de deux ans. Le président sortant, Marc Antoine Messer, conseiller communal d'Avry et conseiller d'agglomération, 29 ans, est réélu largement. Le député de Fribourg, Laurent Thévoz reste vice-président. Rosmarie Zeller, de Villars-sur-Glâne, est élue à la seconde vice-présidence. Pour la première fois, les Verts présentent un candidat à l'élection au Tribunal cantonal en 2013, en la personne de Marc Sugnaux, alors Président du tribunal d'arrondissement de la Broye. Celui-ci est élu par le Grand Conseil fribourgeois le 14 mai 2013 par 82 voix sur 90. En novembre 2013, lors d'une assemblée générale extraordinaire, l'assemblée du parti adopte de nouveaux statuts fondamentaux pour le parti : ceux-ci créé notamment les sections régionales et réorganise profondément le parti sur un modèle plus fédéraliste. Le lendemain, le président Marc Antoine Messer annonce qu'il ne se représentera pas pour un troisième mandat consécutif.

#### Présidence Bardet (2014 - 2016) puis interim (2016)
À la suite de l'annonce du retrait du président Messer, le parti communique début décembre 2013 que l'assemblée générale de fin février 2014 élira le nouveau président du parti pour un mandat exceptionnellement prolongé à trois ans ainsi que les membres du comité cantonal. Le 26 février 2014, l'assemblée générale élit Luc Bardet, unique candidat, à la présidence du parti pour trois ans, avec pour objectifs la préparation des élections fédérales de 2015 puis communales et surtout cantonales de 2016. A l'automne 2014, les Verts s'organisent en Sarine campagne et une section régionale est formellement créée. Marc Antoine Messer, en prend la présidence pour un mandat de deux ans.
Le début de l'année 2015 voit l'organisation des listes pour les élections fédérales de l'automne. La sélection des candidatures pour les deux listes fédérales donne lieu à un débat intense au sein du parti. Une première assemblée générale du parti à Villars-sur-Glâne le 24 février 2015 élit 6 des 7 candidats pour la liste principale, dont la députée Sylvie Bonvin-Sansonnens, le député Laurent Thévoz et l'ancien président cantonal Marc Antoine Messer . La candidature de la députée de Fribourg, Christa Mutter, tête de liste en 2011 est évoquée. Celle-ci se dit motivée à être candidate, mais "pas seulement pour remplir la liste". Devant l'incapacité de l'assemblée de trancher, le président Bardet renvoie la nomination du septième candidat à une nouvelle assemblée en mai. Celle-ci se tient à Bulle, le 7 mai 2015. En ouverture de l'assemblée, deux candidatures sont déposées pour le septième siège à pourvoir, répondant aux deux critères préétablis : candidature féminine et alémanique. La députée de Fribourg Christa Mutter dépose sa candidature ainsi que la membre du parti issu de Muntelier, Silvia Halbheer. À la suite d'un débat virulent, la candidature Mutter est écartée nettement et Silvia Halbheer rejoint la liste principale des Verts fribourgeois. Une deuxième liste verte est déposée, regroupant 7 candidats et candidats sous l'étiquette des Jeunes verts.
Aux élections fédérales du 18 octobre 2015, les résultats sont très difficiles pour les Verts partout en Suisse. Les Verts perdent 4 députés au Conseil national et un de ces deux élus au Conseil des Etats. Dans ce contexte, les Verts fribourgeois réalisent une petite augmentation de suffrages. Les deux listes vertes totalisent 5.21 % des voix, contre 5 % quatre ans auparavant, mais ne décrochent pas de siège. Ils totalisent 33 187 suffrages, c'est-à-dire moins que leur record de 2007.
Le 18 novembre 2015, Marie Garnier est élue par le Grand Conseil fribourgeois, présidente du gouvernement cantonal pour l'année 2016. Dans l'histoire fribourgeoise, il s'agit de la première fois qu'un élu écologiste préside le Conseil d'Etat. Son élection se fait pourtant de justesse, les élus de droite et de centre-droit ayant voté massivement contre sa candidature.
En février 2016 ont lieu les élections générales dans les communes fribourgeoises. En Ville de Fribourg, les Verts font liste commune avec le parti socialiste et le parti chrétien-social et présentent la candidature du membre du Conseil général, François Ingold. A Marly, les Verts présentent pour la première fois une liste pour le législatif et une liste pour l'exécutif. Deux candidats se présentent pour l'exécutif communal, César Murangira et Gabriella Giovannini. A Villars-sur-Glâne, où les Verts occupent un de leurs deux seuls fauteuils d'exécutif communal, les Verts font liste commune avec le parti chrétien-social et l'élu Bruno Marmier se présente à sa première réélection. A Avry par contre, Marc Antoine Messer s'étant retiré du fauteuil à l'exécutif communal qu'il occupait depuis 2004, les Verts ne présentent pas de candidats. A Bulle, seconde ville du canton, les Verts présentent des candidats pour la première fois. Nicolas Pasquier est désigné candidat à l'exécutif communal. Plusieurs autres candidats verts se présentent dans des exécutifs communaux dont Luc Bardet et Nicole Bardet à Romont, chef-lieu de la Glâne. Le 28 février, Bruno Marmier est réélu à l'exécutif de Villars-sur-Glâne. Nicole Bardet décroche quant à elle un premier siège à l'exécutif de Romont. Les Verts décrochent aussi plusieurs sièges dans des législatifs communaux, 8 en Ville de Fribourg, 5 à Villars-sur-Glâne, 3 à Marly, 3 à Bulle.

### Croissance et entrée au Conseil national
Lors des élections fédérales suisses de 2019, Gerhard Andrey crée la surprise en décrochant le premier siège des Verts au Conseil national pour le canton de Fribourg, au détriment de Jean-François Rime.

#### Élections communales de 2021
Pour les élections communales de 2021, le parti annonce présenter 25 candidats pour 11 conseils communaux, soit le double par rapport aux élections de 2016. Avec Mirjam Ballmer, en ce temps-là co-présidente du parti ensemble avec Julien Vuilleumier, le parti réussit à entrer au Conseil communal de Fribourg. Ensuite, un changement a eu lieu au sein de la coprésidence : Bettina Beer a pris la relève de Mirjam Ballmer - toujours aux côtés de Julien Vuilleumier.
Gerhard Andrey est réélu en octobre 2023 (sixième des sept élus).
En janvier 2025, Léo Sapia et Pascal Känzig reprendront la coprésidence du parti. Ceci après une courte phase d'intérim avec Bettina Beer comme présidente depuis août 2024.